# Ouragan Frances
Pour les articles homonymes, voir Ouragan Frances (homonymie).
L’ouragan Frances a été le 6e système tropical qui s'est formé dans l'Atlantique nord durant l'été 2004. Il était le quatrième ouragan et le troisième ouragan majeur. Cet ouragan capverdien a traversé l'Atlantique et longé la côte au nord-est des Grandes-Antilles avant de frapper la Floride. Une fois dans les terres, sa trajectoire s'est recourbée vers le nord-est et il est devenu extra-tropical en remontant le Mississippi, passant au sud des Grands Lacs et sortant du continent par le golfe du Saint-Laurent.
Avec un bilan de 49 morts, dont 37 en Floride, et plus de 9 milliards $US en dommages, Frances est devenu un des ouragans majeurs à frapper les États-Unis. Ce pays a obtenu de l’Organisation météorologique mondiale le retrait du nom pour tout usage futur.

## Évolution météorologique

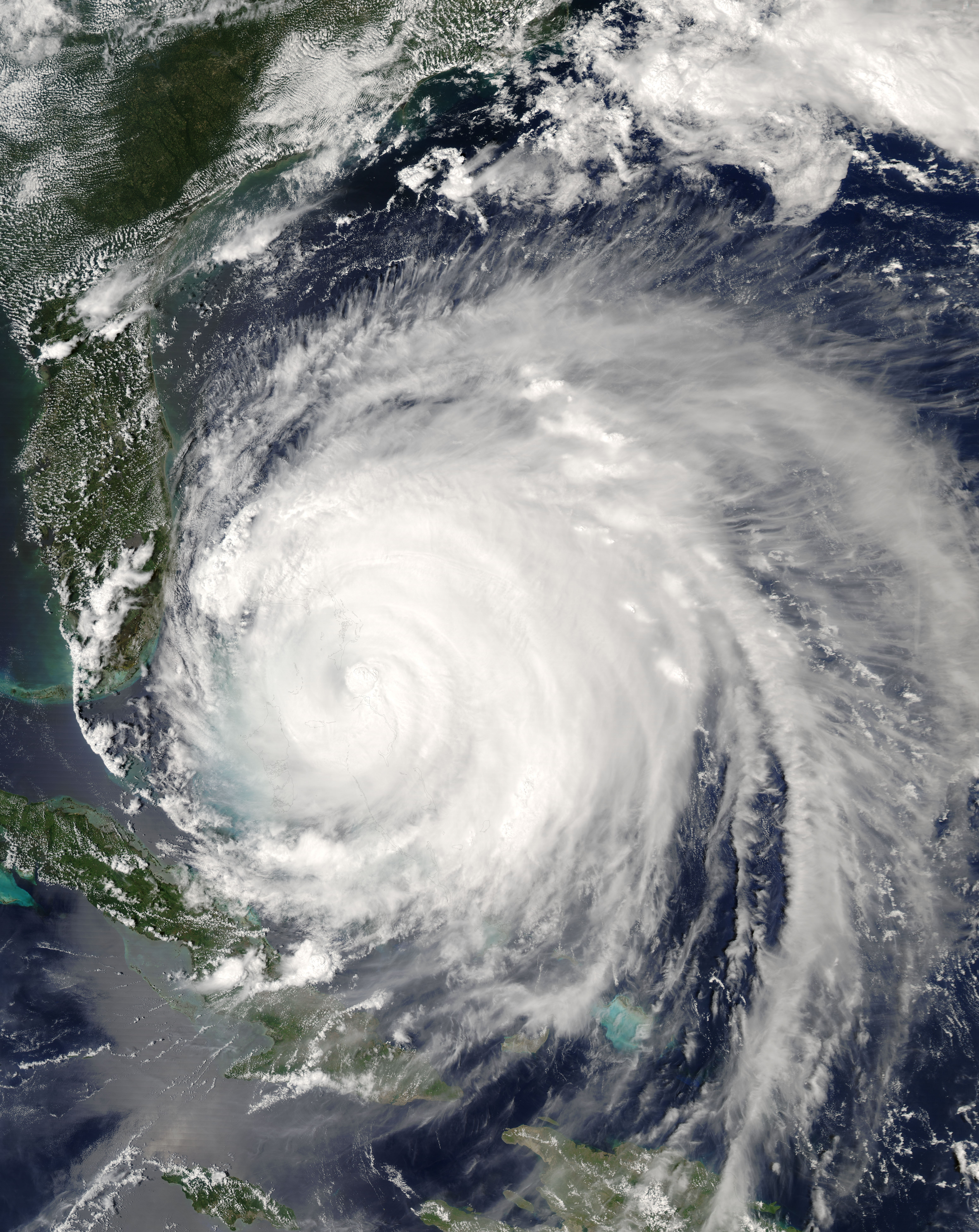
L'ouragan Frances le 3e septembre 2004

Frances s'est développé à partir d'une vigoureuse onde tropicale qui a quitté l'Afrique le 21 août et est passée au large des îles du Cap-Vert. La convection atmosphérique s'organise très rapidement, et, le 25 août à minuit, la sixième dépression naît de cette onde, à 1 050 km à l'ouest-sud-ouest des îles du Cap-Vert. Le système se déplace vers l'Ouest et s'intensifie, atteignant le stade tempête tropicale le 25 août à 18h00 UTC. Elle fut nommée Frances et s'orienta progressivement au Nord, atteignant le stade d'ouragan 24 heures plus tard, et le stade d'ouragan majeur, le lendemain 27 août à 18h00 UTC.
Alors que Frances venait d'atteindre la catégorie 4 de l’échelle de Saffir-Simpson le 28 août à 1800 UTC, les prévisions annonçaient que Frances continuerait de remonter vers le nord, et pourrait menacer les Bahamas. Mais les conditions se modifièrent et sa trajectoire reprit sa course plein ouest le 29 août, tandis qu'elle était rétrogradée en catégorie 3 à 18h00 UTC. Elle atteignit un minimum d'intensité le 30 août à 0h00 UTC avec des vents à 195 km/h, tout en restant un ouragan de catégorie 3. À ce moment, Frances se situait au Nord des petites Antilles.
L’ouragan entama une phase de réintensification, devenant pour la deuxième fois un ouragan de catégorie 4 le 31 à 6h00 UTC. Sa trajectoire restant orienté à l'Ouest, l’œil de Frances n'affecta pas les grandes Antilles, mais des bandes nuageuses associé à Frances donnèrent d'intenses précipitations sur les Îles Vierges britanniques, sur les Îles Vierges américaines et sur Porto Rico, puis, un peu plus tard, sur la République dominicaine. La trajectoire de Frances s'orienta progressivement de nouveau vers le Nord, en s'intensifiant jusqu'au 1er septembre vers midi, où une pression de 935 hectopascals fut relevée, le minimum qu'ait atteint Frances. L'ouragan Frances suivit ainsi de très près l'arc antillais, sans jamais le frapper directement. Le 2 septembre, l’œil de Frances passa juste au Nord des Îles Turks-et-Caïcos.

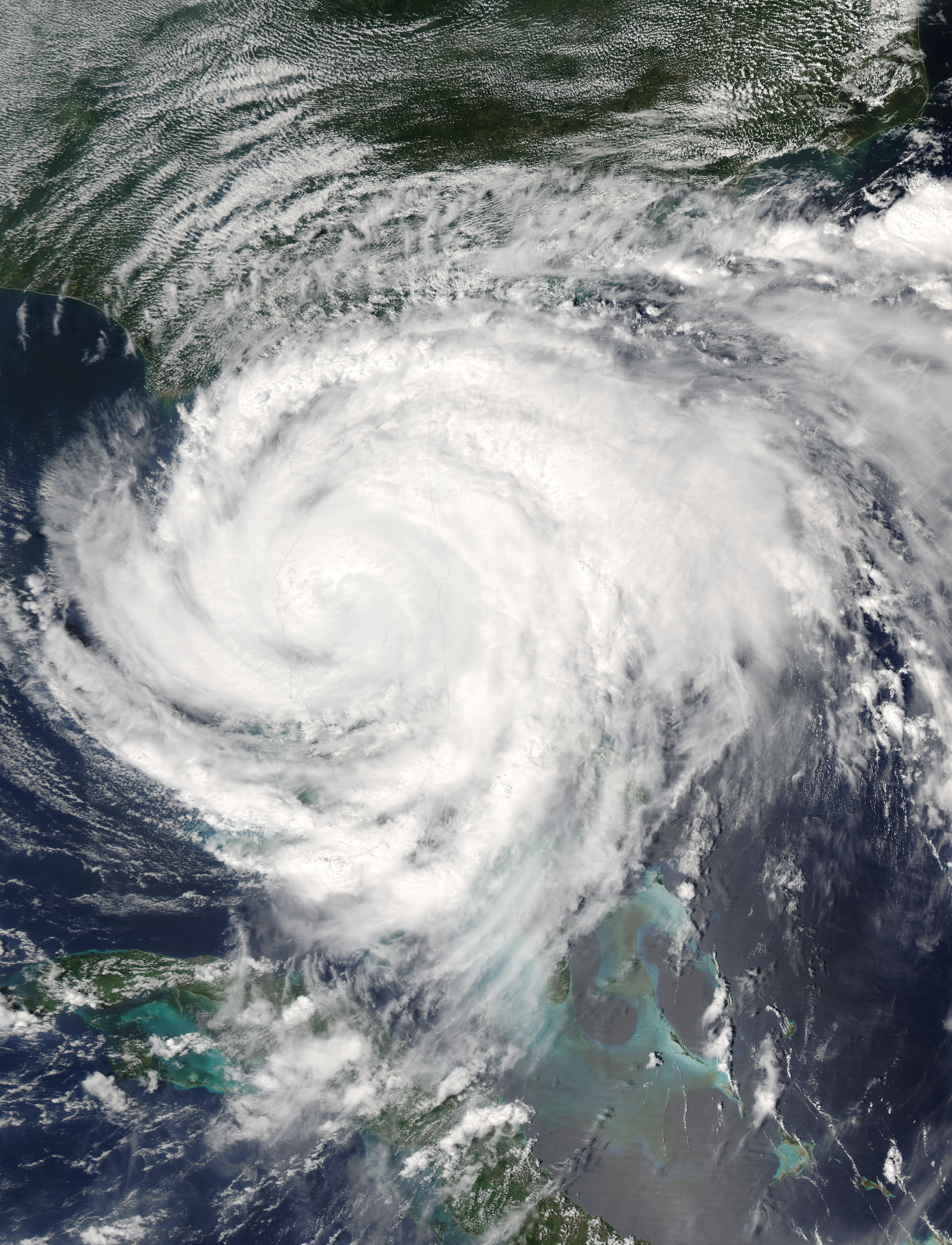
Frances frappant la Floride le 5 septembre

Le 3 septembre à 00h00 UTC, Frances fut rétrogradé en catégorie 3, alors que son œil était au centre de l'archipel des Bahamas, frappant directement et pour la première fois un territoire. Puis 12 heures plus tard, alors que Frances était au Nord de l'archipel des Bahamas, l’ouragan fut rétrogradé en catégorie 2. Frances quitta alors les Bahamas, mais l’ouragan se trouva au-dessus de l'origine du Gulf Stream, au large de la Floride. Ceci provoqua une réintensification de Frances, sans que cela lui permette de redevenir un ouragan majeur.
Le 5 septembre vers 04h00 UTC, France atteignit la Floride. Il traversa rapidement la péninsule et redevint une tempête tropicale, passant au sud d'Orlando, puis 24 heures plus tard, ressortit au Nord de Clearwater dans le golfe du Mexique. Son arrivée dans le golfe ne lui permit pas de se réintensifier, tandis que sa trajectoire s'orientait totalement au Nord.
Frances termina sa vie tropicale le 6 septembre vers 18h00 UTC, en touchant à nouveau la côte au Sud de Tallahassee. Cependant, la dépression tropicale devenue extratropicale le 9 au-dessus de la Virginie-Occidentale se réintensifia brièvement avant de se dissiper définitivement le 10 septembre dans le golfe du Saint-Laurent.

## Impacts
| Pays/État | Morts | Disparus | Blessés |
| --------- | ----- | -------- | ------- |
| Floride   | 37    | -        | -       |
| Géorgie   | 8     | -        | –       |
| Bahamas   | 2     | -        | -       |
| Ohio      | 2     | -        | –       |
| Total     | 49    | -        | -       |

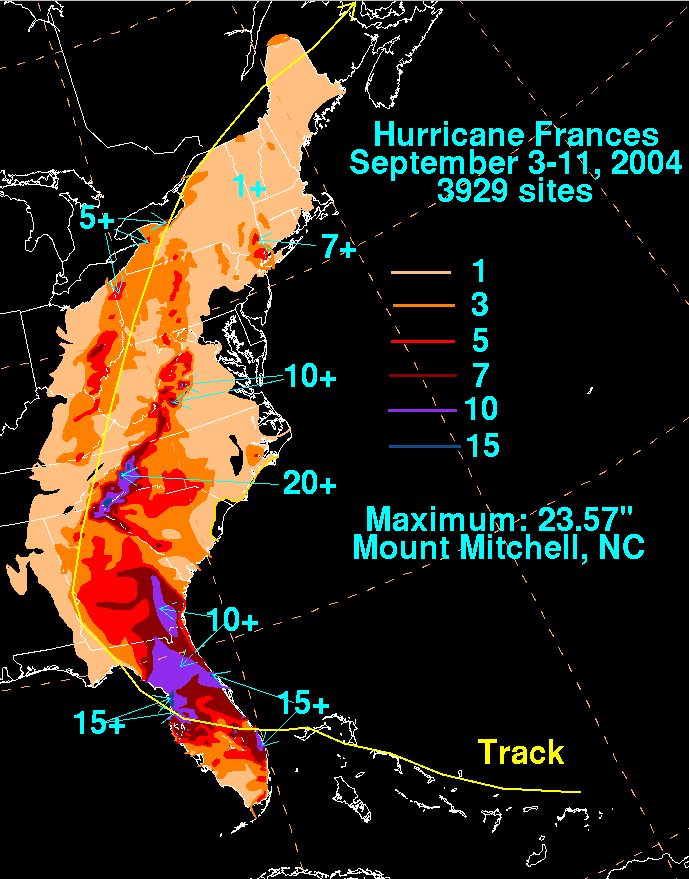
Accumulations de pluie avec Frances aux États-Unis
(1 pouce = 25,4 mm)

Frances aura fait 49 morts, dont 42 indirects. Il s'agit du dixième ouragan le plus coûteux, les dégâts étant estimé à 9 milliards de dollars au total, particulièrement aux États-Unis, où ils sont estimés à 4,5 milliards $US. Le Cap Canaveral a subi de lourds dégâts, estimés à 100 millions $US.
Aux Bahamas, l'addition a été de 600 millions $US. Le Canada a été affecté, les dégâts étant cependant nettement plus modestes, autour de 45 millions $CAN.

## Retrait
À la réunion du printemps 2003, soit avant les événements, la France avait déjà demandé le retrait du nom Frances à cause de la similitude avec le nom de ce pays. Le comité des cyclones tropicaux de l’Organisation météorologique mondiale s’était mis d’accord pour le retrait après la saison 2004. À la suite des effets dévastateurs aux États-Unis de l’ouragan Frances de 2004, le retrait a été officiellement entériné au printemps 2005. Ce nom a été remplacé dans la liste de 2010 par Fiona.